# Francisco Salamone
Francisco Salamone (5 de junho de 1897 - 8 de agosto de 1959) foi um arquiteto argentino que, entre 1936 e 1940, durante a Década Infame, construiu mais de 60 construções municipais com elementos da Art déco em 25 comunidades rurais nos pampas argentinos, dentro da província de Buenos Aires. Estas construções foram uns dos primeiros exemplos da arquitetura moderna na argentina rural.

## Vida
De acordo com Alberto Belucci, Salamone nasceu em 1897 em Buenos Aires, um dos quatro filhos de um arquiteto de Catânia, na Sicília. Depois de deixar a Escola Técnica Otto Krause em Buenos Aires, ele continuou seus estudos na Universidade Nacional de Córdoba, onde graduou em 1917 obtendo um diploma de arquitetura e engenharia civil.
Salamone casou-se com a filha do cônsul inglês no sítio Bahía Blanca Adolfina. TEve com ela quatro filhos: Ricardo, Roberto, Annie e Stella Maris. Tornou-se um bom amigo do Dr. Manuel A. Fresco, um político conservador que era o governador da província de Buenos Aires entre 1936 e 1940. Durante o mandato de Manuel, um grande número de novas construções municipais foram erguidas e as redes de estradas, irrigação e comunicação na província foram bastante melhoradas. Apesar de diversas destas novas construções terem pouco valor estético, as que Freco delegou a Salamone eram uma notável e bastante pessoal combinação de art déco, autoritarismo, funcionalismo, futurismo italiano e propaganda em uma grande escala. O uso de concreto reforçado tornou possível a construção dos prédios a uma altura que, naquele tempo, os fez simbolos do poder e autoridade municipais.

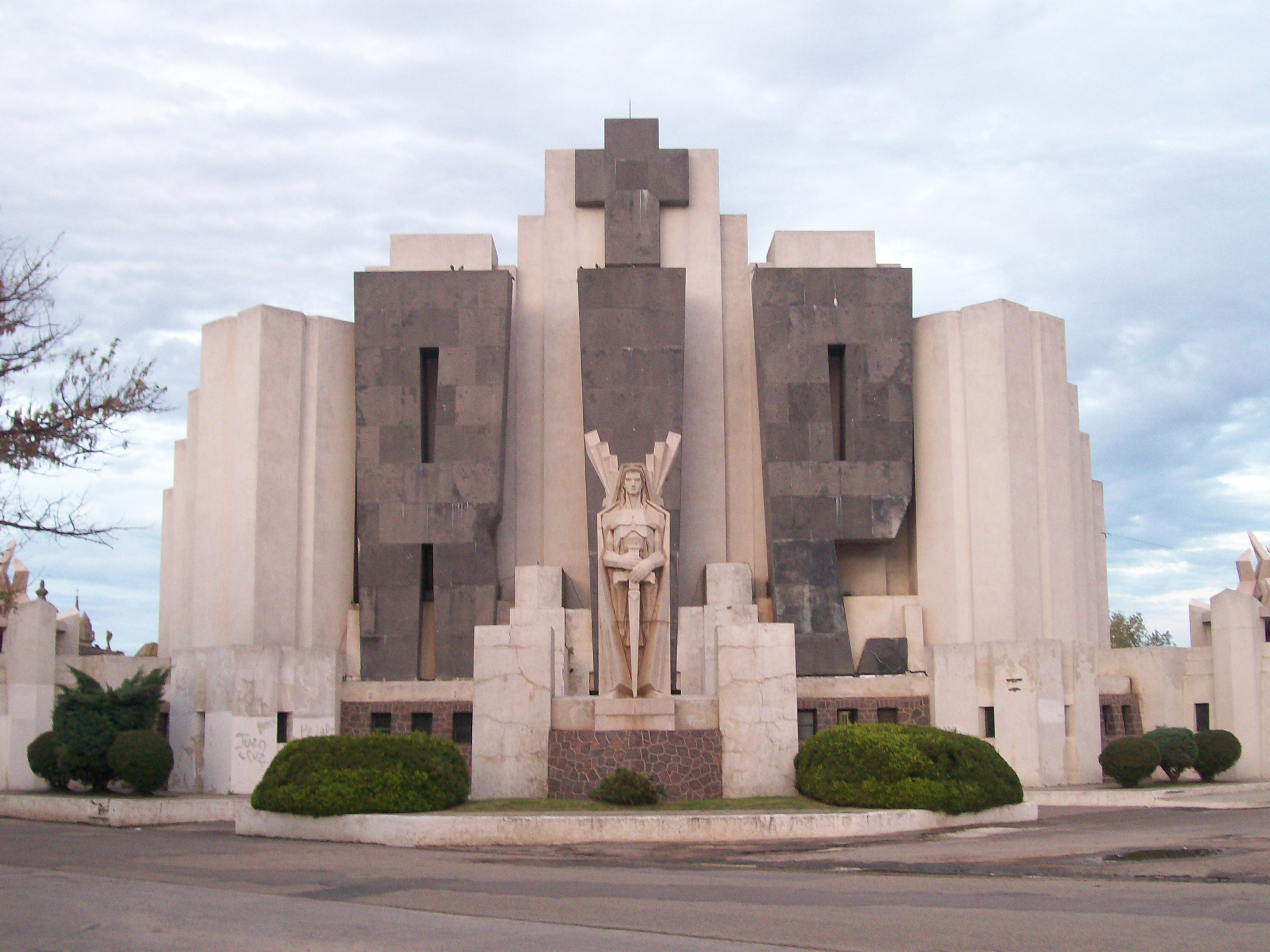
Monumento para o cemitério municipal em Azul.

As cidadas rurais nas quais as construções de Salamone apareceram ficavam a 500 quilômetros ou mais de Buenos Aires e eram ou cidades de fronteira, construídas no final do século IX, ou ficavam no limite do território indígena, ou eram situadas nos intervalos regulares entre trilhos ferroviários recém-construídos. Estas cidades receberam os nomes dos coroneis e generais que lideraram a Campanha do Deserto e engenheiros que encabeçaram a construção das linhas ferroviárias nessa parte da província.
Quando o mandato de Manuel Fresco acabo como governador da província em 1940, Salamone e sua família mudaram-se para Buenos Aires, onde ele projetou duas últimas construções. Ele morreu em 8 de agosto de 1959, relativamente esquecido, mas deixando para trás uma monumental herança arquitetônica nos pampas argentinos. Foi enterrado no cemitério La Recoleta.

## Construções
O trabalho de Salamone compreendia três tipos de construções municipais:
- Prefeituras: eram caracterizadas pelas suas grandes proporções e altas torres, maiores que as da igreja local, para simbolizar o avanço da civilização sobre os Pampas e reencenavam tanto as construções medievais deste mesmo tipo e os desenhos de Benito Mussolini na Itália. Estas construções eram claramente feitas para ser o centro da vida urbana na cidade. Exemplos podem ser encontrados nas cidades de Carlos Pellegrini, Alberti, Carhué, Guamini, Adolfo Alsina, Laprida, Laprida, Rauch, Balcarce, Tornquist, Puán, Chillar, Saldungaray, Adolfo Gonzales Chaves e Coronel Pringles.

- Entradas de cemitérios: também caracterizados por grandes proporções, podem ser encontrados em Saldungaray, Laprida, Azul e Balcarce.

- Matadouros: eram funcionais, nos arredores das cidades e tornaram-se obsoletos com a introdução das técnicas frigoríficas modernas e o advento de instalações de estocagem a frio. Exemplos ainda são encontrados em Tres Lomas, Balcarce, Carhué, Guaminí (cuja torre é na forma de uma lâmina de faca), Azul, Laprida, Vedia, Salliqueló, Chillar e Carlos Pelegrini.